# Gratte-Ciel (métro de Lyon)
Pour les articles homonymes, voir Gratte-ciel (homonymie).
Gratte-Ciel est une station de métro française de la ligne A du métro de Lyon, située cours Émile-Zola entre les carrefours des rues Branly et Anatole-France, dans le quartier Gratte-ciel-Dedieu-Charmettes à Villeurbanne.
Elle est mise en service en 1978, lors de l'ouverture à l'exploitation de la ligne A.

## Situation ferroviaire
La station Gratte-Ciel est située sur la ligne A du métro de Lyon, entre les stations République - Villeurbanne et Flachet - Alain Gilles.

## Histoire
La station « Gratte-Ciel » est mise en service le 2 mai 1978, lors de l'ouverture officielle de l'exploitation de la ligne A du métro de Lyon, de la station de Perrache à celle de Laurent Bonnevay - Astroballe.
Elle est construite, comme la ligne, dans un chantier à ciel ouvert cours Émile-Zola entre les carrefours des rues Branly et Anatole-France. Elle est édifiée suivant le plan général type de cette première ligne, deux voies encadrées par deux quais latéraux de 70 mètres de longueur et larges de 3 mètres chacun, mais possède en plus un passage souterrain permettant de passer d'un quai à l'autre. Il n'y a pas de personnel, des automates permettent l'achat et d'autres le compostage des billets.
En 2003, elle est équipée d'ascenseurs pour les personnes à mobilité réduite, et le 23 février 2006 des portillons d'accès sont installés dans les entrées.

## Service des voyageurs

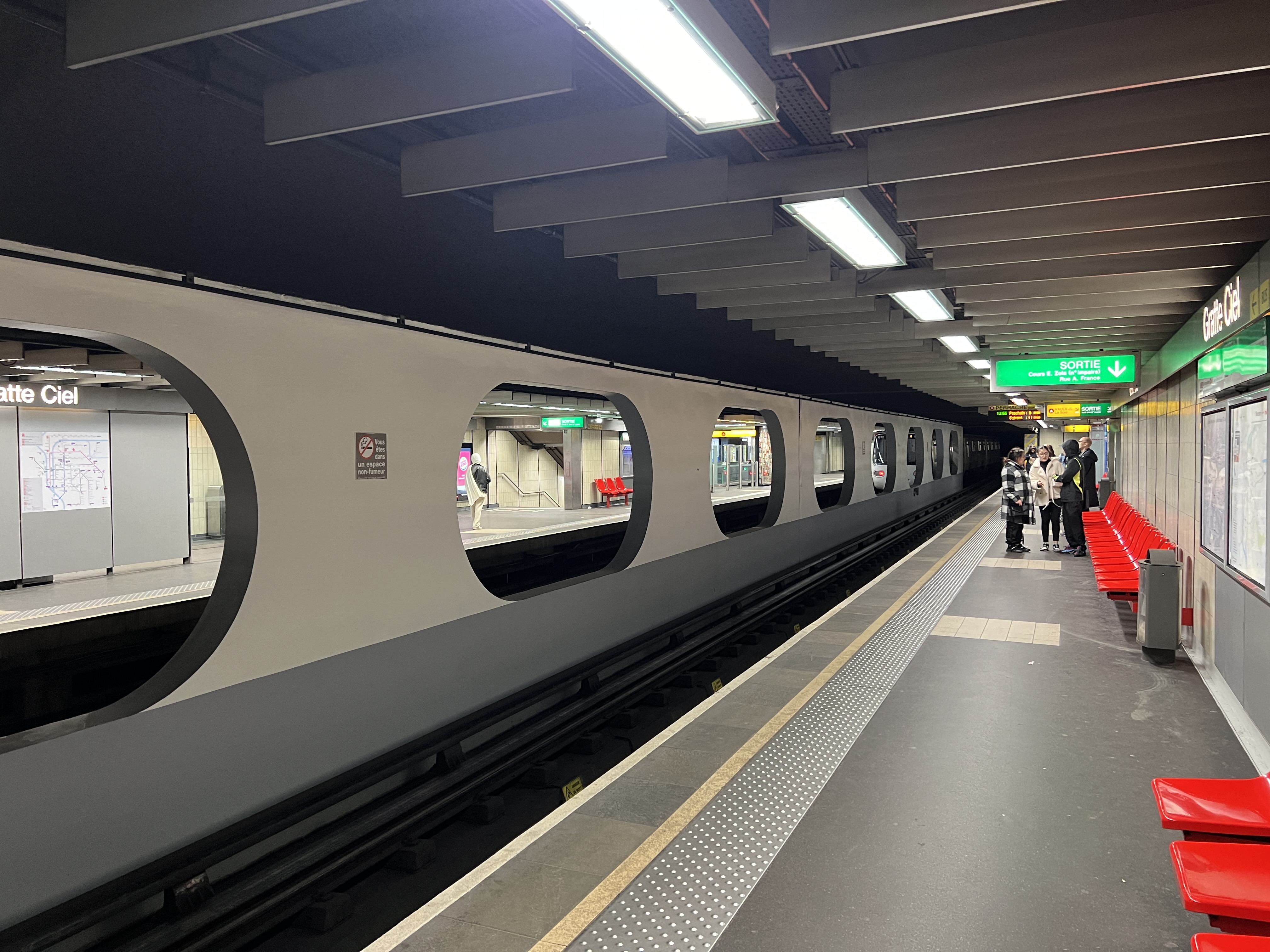
Quais de la station.

### Accueil
La station compte six accès, trois par sens, au nord pour la direction de Vaulx-en-Velin - La Soie et au sud pour la direction Perrache. Elle dispose dans chacun des accès de distributeur automatique de titres de transport et de valideurs couplés avec les portillons d'accès.
Elle fait également partie des trois stations de la ligne A (avec Cordeliers et Charpennes) qui comportent un "bypass" (un passage souterrain permettant de passer d'un quai à l'autre).

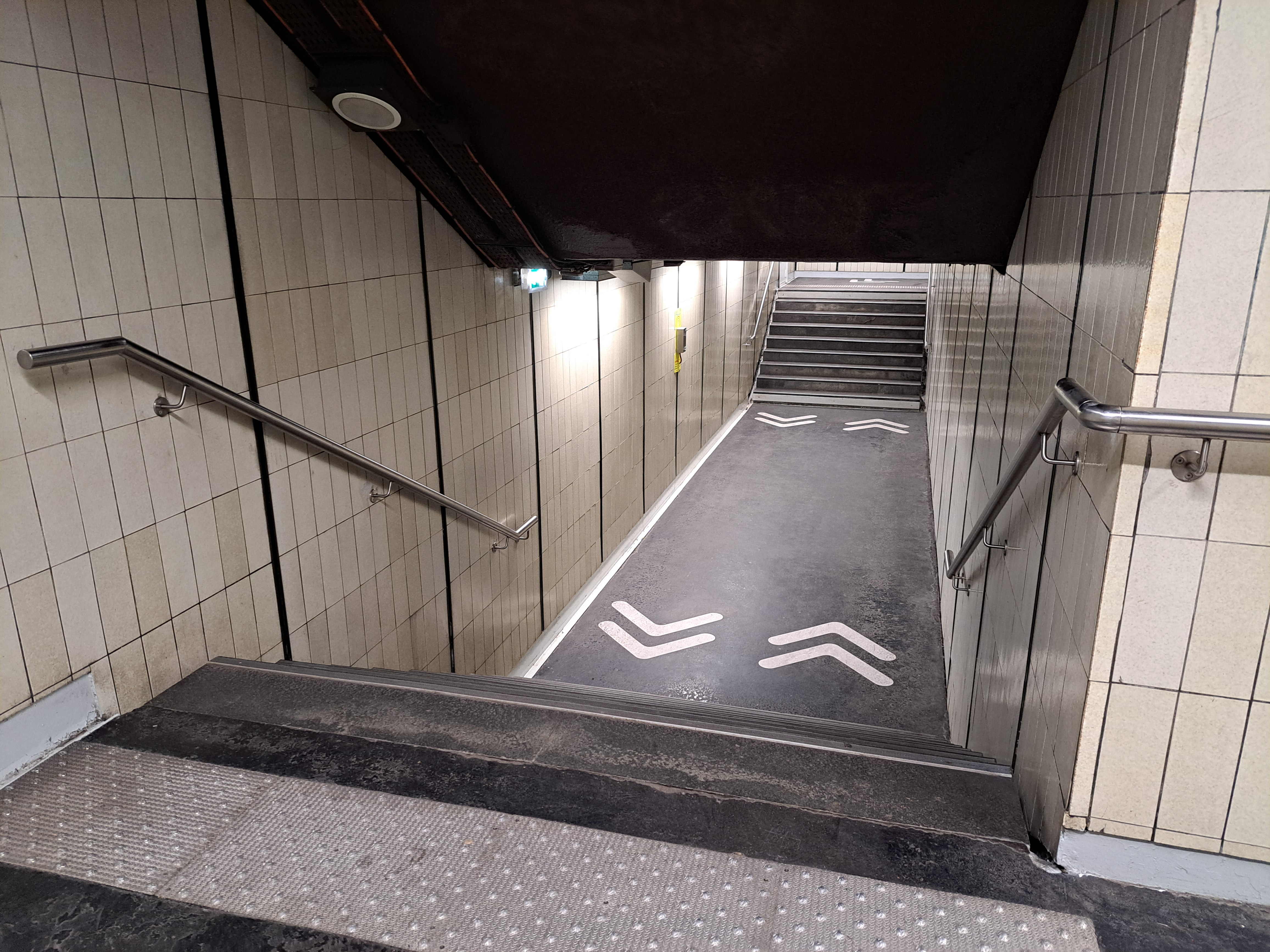
Le passage souterrain de la station (sous les voies)

### Desserte
Gratte-Ciel est desservie par toutes les circulations de la ligne.

### Intermodalité
L'arrêt d'autobus Gratte-Ciel Métro du réseau Transports en commun lyonnais (TCL), desservi par les lignes C26 et 69, est situé à côté.
Outre les rues et places avoisinantes, elle permet de rejoindre à pied différents sites, notamment : le stade de la Viabert, les Gratte-ciel ensemble architectural emblématique de Villeurbanne et l'hôtel de ville.

## Œuvre d'art
La station compte une œuvre d'art située sur le quai en direction de Perrache.
Il s'agit de l'œuvre baptisée « Les Binettes » réalisée par Armand Avril et composé d'un bas-relief constitué de onze rangées de têtes sculptées en bois peintes dans un camaïeu d’ocres clairs, bruns et rouges se dressant le long du quai.